# Maiola Kalili
Maiola Kalili   (Honolulu, 3 de novembre de 1909 - Los Angeles, 23 d'agost de 1972) va ser un nedador estatunidenc que va competir durant la dècada de 1930. Era germà del també nedador Manuella Kalili.
El 1932 va prendre part en els Jocs Olímpics de Los Angeles, on va guanyar la medalla de plata en els 4×200 metres lliures del programa de natació. Formà equip amb George Fissler, Frank Booth i Manuella Kalili.
Des del 2001 forma part del Hawai’i Sports Hall of Fame.